# 무궁화 3호
무궁화 3호 위성(無窮花三號衛星)은 1999년 9월 4일 발사된 위성이다. 당초 2004년에 발사할 예정이었으나, 2000년 1월에 수명이 끝난 무궁화 1호를 대신했다. 발사질량 2,800kg, 길이 19.2m의 대형위성으로 수명은 15년이다. 한반도 지역에 대한 국한된 무궁화 1·2호와는 달리 가변 빔안테나를 이용, 서비스를 동남아 지역까지 확대할 수 있다. 미국 록히드 마틴사에서 제작했으며, 발사체는 아리안Ⅳ 로켓을 이용했다.

## 기능
14/12 GHz대역(Ku)의 방송용 중계기 6개와 통신용 중계기 24개, 새로운 주파수 자원인 30/20 GHz(Ka)의 통신용 중계기 3개를 탑재하고 있어 2000년 1월부터 48개 채널의 디지털 위성방송뿐 아니라 최대 168개까지의 위성방송 채널서비스 제공한다.
통신용 중계기 3개가 사용하는 Ka 밴드는 20 GHz~30 GHz 대의 주파수로 주로 정지궤도 군용 통신 중계 위성에 사용한다. Ka 밴드는 대역폭이 Ku 밴드의 36 MHz, C 밴드의 27 MHz 보다 큰 200 MHz이어서 보다 많은 정보를 실을 수 있다. 하향 45 Mbps, 상향 2 Mbps의 속도로 데이터 통신이 가능하다. 그러나, 한국 정부는 무궁화 3호는 군사용 통신 위성이 아니며, 무궁화 5호가 최초의 군사용 통신 위성이라고 공표하고 있다.
한국 정부가 소유한 Ka 밴드 정지궤도 통신 중계 위성은 무궁화 3호, 무궁화 5호, 천리안 1호의 3개 위성이다.

## 논란
KT는 수명이 다한 무궁화 3호를 홍콩의 위성방송사 ABS에 매각했으나 방송통신위원회와 지식경제부(현 산업통상자원부)의 허가를 받지 않아 불법 매각이라는 여러가지 의혹이 제기되었고, 매각에 연루된 관계자들은 기소되었다.